# Pettstädt
Pettstädt ist ein Ortsteil der Stadt Weißenfels im Burgenlandkreis in Sachsen-Anhalt.

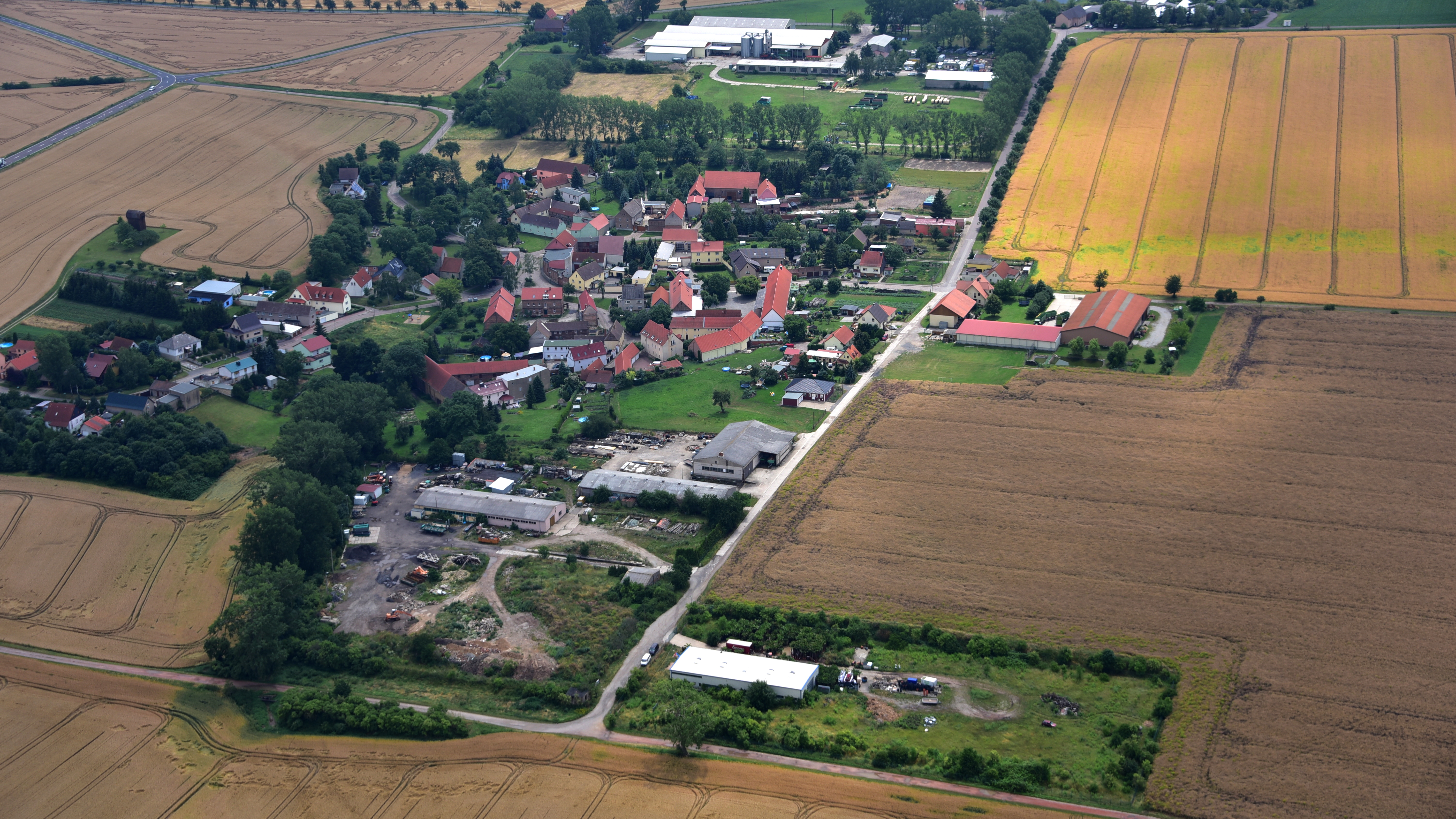
Pettstädt, Luftaufnahme (2017)

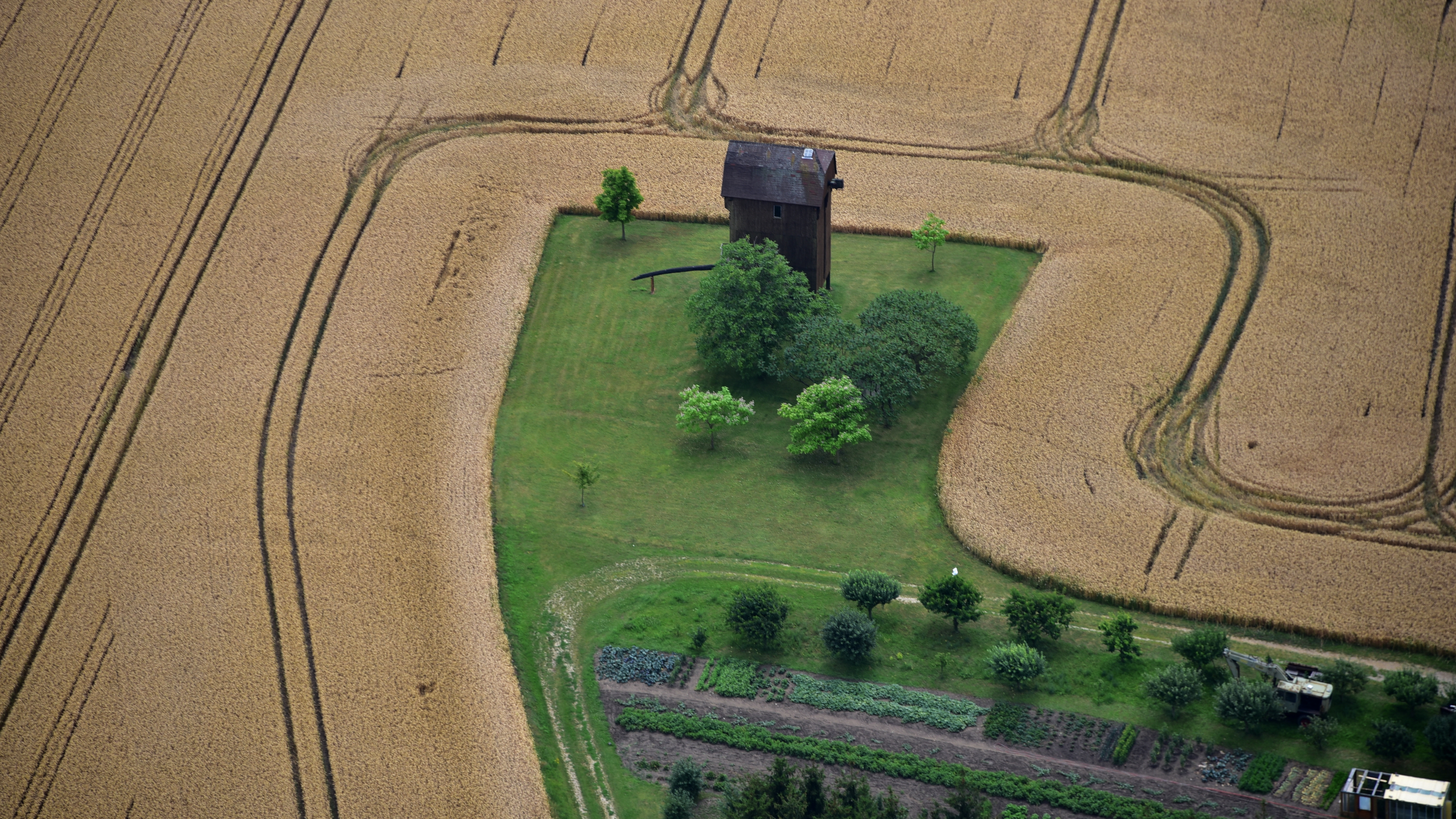
Pettstädt, Windmühle, Luftaufnahme (2017)

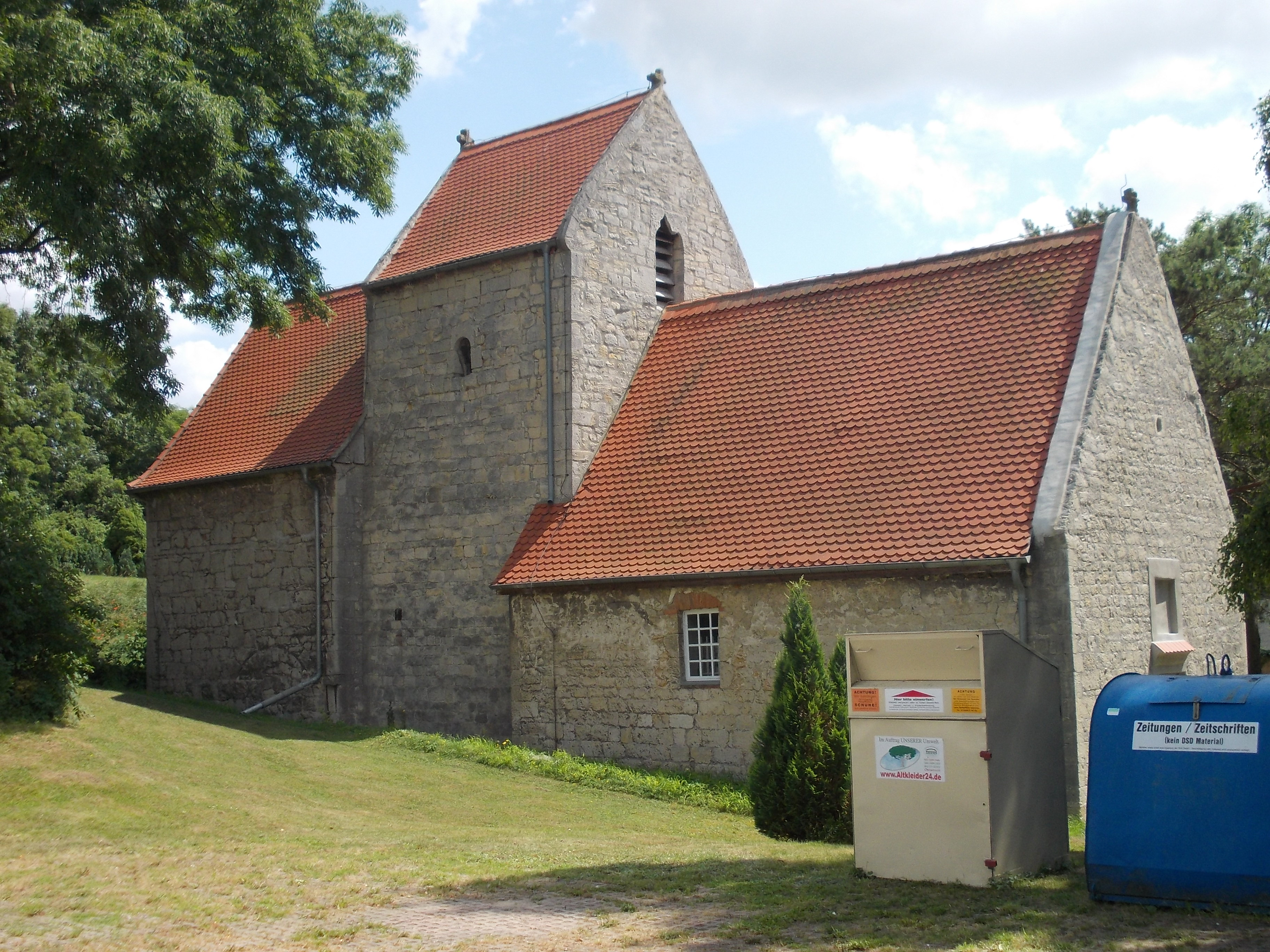
Kirche St. Anna

## Geschichte
Der Ort, der 1589 noch Böttstedt geschrieben wurde, war ein Amtsdorf des sächsischen Amtes Freyburg, in dem 19 besessene Männer mit ihren Familien lebten, darunter sechs Anspänner und 13 Hintersättler. Die Dorfflur grenzte mit der Flur von Markröhlitz. Beide Fluren trennte die Hallische Straße. Ferner grenzten Obschütz und Roßbach, getrennt durch die Merseburgische Straße, sowie Almsdorf und Leiha an die Ortsflur. Der Ort gehörte zur Gutsherrschaft Goseck. Durch die Beschlüsse des Wiener Kongresses kam Pettstädt 1815 zu Preußen und wurde 1816 dem Kreis Querfurt im Regierungsbezirk Merseburg der Provinz Sachsen zugeteilt, zu dem er bis 1950 gehörte. Am 1. Juli 1950 erfolgte die Eingemeindung nach Storkau.
Pettstädt liegt am Ökumenischen Pilgerweg als Teil des Jakobswegs. In der Kirche St. Anna, direkt am Pilgerweg gelegen, wurden im Zuge einer umfassenden Renovierung im Jahr 2009 die zwei gotischen Maßwerkfenster und das romanische Rundbogenfenster des Chores mit Glasmalereien der Weißenfelser Künstlerin Christina Simon versehen, die auf die Legenden um St. Anna als Namenspatronin der Kirche und St. Jakobus dem Älteren als Namenspatron des Pilgerweges Bezug nehmen.
Bis zum 1. September 2010 war Pettstädt ein Ortsteil der Gemeinde Storkau, die dann nach Weißenfels eingemeindet wurde.

## Sender Pettstädt
Südwestlich der Ortschaft Pettstädt befindet sich der Sender Pettstädt, der seit dem 1. Dezember 2017 DAB+ verbreitet.

### Digitales Radio
Digitaler Hörfunk im DAB+-Standard wird in vertikaler Polarisation im Gleichwellenbetrieb (Single Frequency Network) mit anderen Sendern ausgestrahlt.
| Block                       | Programme | ERP (kW) | Antennendiagramm rund (ND)/gerichtet (D) | Gleichwellennetz (SFN) |
| --------------------------- | --- | -------- | ---------------------------------------- | --- |
| 5C Deutschland (D__00188)   | DAB+-Multiplex von Media Broadcast: - Absolut relax (72 kbps) - Dlf (104 kbps) - Dlf Kultur (112 kbps) - Dlf Nova (104 kbps) - DRadio DokDeb (48 kbps) - Energy Digital (72 kbps) - ERF Plus (64 kbps) - Klassik Radio (72 kbps) - Radio Bob (72 kbps) - Radio Horeb (48 kbps) - Radio Schlagerparadies (64 kbps) - Schwarzwaldradio (64 kbps) - sunshine live (72 kbps) - DRadio Daten (32 kbps Daten) - EPG Deutschland (16 kbps Daten) - TPEG (16 kbps Daten) - TPEG_MM (16 kbps Daten) | 10       | ND                                       | - Baden-Württemberg: Aalen, Baden-Baden (Fremersberg), Bad Mergentheim, Blauen, Brandenkopf, Donaueschingen, Feldberg im Schwarzwald, Freiburg (Vogtsburg-Totenkopf), Geislingen (Oberböhringen), Großerlach (Hohe Brach), Heidelberg (Königstuhl), Heilbronn (Schweinsberg), Hochrhein (Rickenbach), Hornisgrinde, Pforzheim (Schömberg-Langenbrand), Raichberg, Ravensburg (Höchsten), Reutlingen, Stuttgart (Frauenkopf), Ulm (Kuhberg) - Bayern: Amberg (Hirschau), Aschaffenburg (Pfaffenberg), Augsburg (Hotelturm), Bad Tölz (Gaißach), Balderschwang, Bamberg (Geisberg), Büttelberg, Brotjacklriegel, Dillberg, Grünten, Herzogstand, Hochberg (Traunstein), Hoher Bogen, Inntal (Ebbs), Ingolstadt (Gelbelsee), Kreuzberg/Rhön, Landshut (Altdorf), München (Olympiaturm), Nennslingen (Büchelberg), Nürnberg, Oberammergau, Ochsenkopf, Passau, Pfänder, Pfaffenhofen, Pfarrkirchen, Pfronten, Regensburg (Hohe Linie), Unterringingen, Untersberg, Wendelstein (Bayrischzell), Würzburg (Frankenwarte) - Berlin: Berlin (Alexanderplatz), Berlin (Scholzplatz) - Brandenburg: Bad Belzig, Booßen, Brandenburg/Havel, Calau, Casekow, Cottbus, Eberswalde (geplant), Eisenhüttenstadt, Neuruppin (geplant), Petkus, Pritzwalk, Templin - Bremen: Bremen (Walle), Bremerhaven-Schiffdorf - Hamburg: Hamburg (Moorfleet), Hamburg (Heinrich-Hertz-Turm) - Hessen: Bad Hersfeld (Rimberg), Biedenkopf (Sackpfeife), Fulda (Hummelskopf), Frankfurt (Europaturm), Gelnhausen (Schnepfenkopf), Gießen (Dünsberg), Großer Feldberg, Hardberg, Hohe Wurzel, Hoher Meißner, Kassel (Habichtswald), Mainz-Kastel - Mecklenburg-Vorpommern: Garz (Rügen), Güstrow, Malchin, Neubrandenburg-Süd, Neustrelitz (geplant), Rostock (Toitenwinkel), Röbel, Schwerin (Zippendorf-Gr.Dreesch), Torgelow, Wismar/Rüggow, Züssow - Niedersachsen: Aurich-Popens, Braunschweig (Broitzem), Braunschweig (Drachenberg), Cuxhaven-Stadt, Dannenberg, Göttingen (Bovenden-Osterberg), Hannover (Telemax), Lingen, Lüneburg-Neu Wendhausen, Molbergen-Peheim, Osnabrück (Bramsche-Schleptruper Egge), Hildesheim (Sibbesse), Steinkimmen, Uelzen, Visselhövede, Wilhelmshaven - Nordrhein-Westfalen: Aachen (Karlshöhe), Bergneustadt-Wiedenest (R), Bielefeld (Hünenburg), Bonn (Venusberg), Dortmund (Florianturm), Düsseldorf (Rheinturm), Eggegebirge, Herscheid, Hochsauerland (Hunau), Hürtgenwald-Großhau, Köln (Colonius), Langenberg, Lügde-Rischenau (Köterberg), Meschede (geplant), Minden (Jakobsberg), Münster (Fernmeldeturm), Schöppingen, Siegen-Süd, Wesel - Rheinland-Pfalz: Bad Kreuznach (Schanzenkopf), Bad Marienberg (Westerwald), Bornberg, Daun (Eifel), Edenkoben (Kalmit), Heckenbach-Schöneberg (Ahrweiler), Haardtkopf (geplant), Idar-Oberstein, Kaiserslautern, Kettrichhof, Koblenz (Kühkopf), Schnee-Eifel (geplant), Trier (Petrisberg) - Saarland: Merzig-Merchingen, Saarbrücken (Schoksberg) - Sachsen: Chemnitz, Dresden, Geyer, Leipzig, Löbau, Neustadt, Niederschöna (geplant), Oschatz, Schöneck, Zwickau Ost - Sachsen-Anhalt: Brocken, Burg, Dequede, Petersberg, Pettstädt (Weißenfels), Schneidlingen, Wittenberg - Schleswig-Holstein: Bungsberg, Bredstedt (geplant), Flensburg, Garding (geplant), Heide, Helgoland, Hennstedt, Itzehoe (geplant), Kiel (Kronshagen), Lübeck (Stockelsdorf), Schleswig, Niebüll (Süderlügum), Westerland (Sylt) - Thüringen: Bleßberg (Sonneberg), Erfurt-Hochheim, Gera, Inselsberg, Jena (Oßmaritz), Kulpenberg, Lobenstein (Sieglitzberg), Saalfeld (Remda), Weimar (Ettersberg) |
| 6B MDR S-ANHALT (D__00309)  | DAB-Block des MDR: - MDR Jump (88 kbps) - MDR Kultur (88 kbps) - MDR Tweens (80 kbps) - MDR Sputnik (88 kbps) - MDR Aktuell (72 kbps) - MDR Klassik (112 kbps) - MDR Schlagerwelt (ST) (88 kbps) - MDR Sachsen-Anhalt (DE) (88 kbps) - MDR Sachsen-Anhalt (HAL) (88 kbps) - MDR Sachsen-Anhalt (MD) (88 kbps) - MDR Sachsen-Anhalt (SDL) (88 kbps) - MDR Sachsen-Anhalt EXT (88 kbps) - MDR TPEG (16 kbps) - MDR EPG (24 kbps)                                                             | 8,9      | ND                                       | Brocken, Burg, Dequede, Eisleben, Erxleben (Haldensleben), Hettstedt, Genthin, Jessen, Klötze, Kulpenberg, Petersberg, Pettstädt (Weißenfels), Salzwedel, Schneidlingen, Stendal, Wittenberg, Zeitz |
| 11C S-Anhalt 11C (D__00198) | DAB-Block der Media Broadcast: - Radio Brocken (DE) (72 kbps) - Radio Brocken (MD) (72 kbps) - Radio Brocken (HAL) (72 kbps) - Radio Brocken (ALT) (64 kbps) - Radio SAW (HARZ) (72 kbps) - Radio SAW (HAL) (72 kbps) - Radio SAW (MD) (72 kbps) - Radio SAW (DE) (64 kbps) - Rockland (72 kbps) - 89.0 RTL (88 kbps) - 1A Deutsche Hits (72 kbps) - 89.0 RTL In The Mix (96 kbps) | 5        | ND                                       | Brocken, Burg, Dequede, Petersberg, Pettstädt (Weißenfels), Schneidlingen, Wittenberg/Gallunberg |